# Ali Kazaz
Ali Kazaz (... – marzo 2020) è stato un cestista turco.

## Carriera
Con la Turchia ha disputato due edizioni dei Campionati europei (1959, 1961).